# Angle de Brewster
A la física òptica, l'angle de Brewster (anomenat així en honor del físic escocès Sir David Brewster) correspon a l'angle d'incidència de la llum sobre una superfície que anul·la la composta amb polarització paral·lela al pla d'incidència. El resultat quan s'aplica un raig de llum no polaritzada sobre una superfície sota l'angle de Brewster és l'obtenció d'un raig reflectit de llum polaritzada en una direcció (del que el vector de polarització és perpendicular al pla d'incidència).

## Llei de Brewster
Quan un feix de llum incideix sobre la superfície que separa dos medis no conductors caracteritzats per diferents permitivitat elèctrica {\displaystyle \epsilon } i permeabilitat magnètica {\displaystyle \mu }, part del mateix es reflecteix de tornada al medi d'origen, i part es transmet al segon medi. L'any 1812 Brewster va observar que quan les direccions dels feixos transmesos i reflectits formaven un angle de 90° (com es veu a la figura), el feix de llum reflectit resultava polaritzat linealment.
Dit d'una altra manera: La polarització per reflexió és màxima quan la tangent de l'angle d'incidència és igual a l'índex de refracció de la substància. La polarització és nul·la per la incidència normal.

Una il·lustració de la polarització de la llum que és incident en una interfície en l'angle de Brewster.

## Explicació
En incidir un feix de llum amb l'angle de Brewster, la component de la polarització paral·lela al pla d'incidència s'anul·la en el feix reflectit. Per aquest motiu, el feix que veiem reflectit posseeix una polarització lineal, justament en la direcció perpendicular al pla d'incidència, independentment del tipus de polarització pròpia del feix incident. S'ha de notar que en el cas particular d'incidir amb un feix linealment polaritzat en la direcció paral·lela al pla d'incidència, el feix reflectit s'anul·la en l'angle de Brewster. En aquest cas, es produeix una transmissió total del feix entre ambdós mitjans.
En general, l'angle de Brewster entre dos mitjans depèn de les característiques electromagnètiques dels mateixos (permitivitat elèctrica i permeabilitat magnètica). En el cas en què les permeabilitats magnètiques dels dos mitjans no varien (el cas més freqüent), l'angle de Brewster es pot calcular a partir dels índexs de refracció dels dos mitjans :

{\displaystyle \tan \left(\theta _{B}\right)={\frac {n_{2}}{n_{1}}}}

## Deducció
Quan el feix que incideix ho fa amb l'angle de polarització, el feix reflectit és perpendicular al feix transmès. Per tant, l'angle de refracció {\displaystyle \theta _{1}} és l'angle complementari a l'angle de polarització {\displaystyle \theta _{2}}: 
{\displaystyle \sin \left(\theta _{2}\right)=\cos \left(\theta _{1}\right)}
Utilitzant la llei de Snell: 
{\displaystyle n_{1}\sin \left(\theta _{1}\right)=n_{2}\sin \left(\theta _{2}\right)}
{\displaystyle n_{1}\sin \left(\theta _{1}\right)=n_{2}\cos \left(\theta _{1}\right)}
{\displaystyle {\frac {\sin \left(\theta _{1}\right)}{\cos \left(\theta _{1}\right)}}={\frac {n_{2}}{n_{1}}}}
Utilitzant la relació matemàtica trobada per Brewster, el resultat és: 
{\displaystyle \tan \left(\theta _{1}\right)={\frac {n_{2}}{n_{1}}}}
Per tant, la llei de Brewster permet calcular l'angle de polarització, que s'anomena, en honor seu, Angle de Brewster: 
{\displaystyle \tan \left(\theta _{B}\right)={\frac {n_{2}}{n_{1}}}}
que és el mateix que:
{\displaystyle \theta _{B}=\arctan \left({\frac {n_{2}}{n_{1}}}\right)}

## Aplicacions
Les ulleres de sol polaritzades utilitzen el principi de l'angle de Brewster per reduir la resplendor del sol que es reflecteix en superfícies horitzontals, com l'aigua o per la carretera. En una àmplia gamma d'angles al voltant de l'angle de Brewster, el reflex de la llum p-polaritzada és inferior a la llum s-polaritzada. Per tant, si el sol està baix en el cel, la llum reflectida és sobretot s-polaritzada. Les ulleres de sol polaritzades utilitzen un material polaritzat per bloquejar la llum polaritzada horitzontalment, preferentment bloquejant els reflexos de les superfícies horitzontals. L'efecte és més fort amb les superfícies llises, com ara l'aigua, i també es redueixen els reflexos de les carreteres i el sòl. Els fotògrafs utilitzen el mateix principi per eliminar els reflexos de l'aigua perquè puguin fotografiar objectes sota de la superfície. En aquest cas, el filtre polaritzador accessori de la càmera es pot girar per estar en l'angle correcte.